# Одноклітинні організми
Однокліти́нні органі́зми — позасистемна група організмів, тіло яких складається з однієї клітини.
Серед одноклітинних організмів є представники всіх трьох доменів: бактерій, архей та еукаріотів. Бактерії та археї здебільшого одноклітинні (за винятком деяких філаментарних ціанобактерій і актиноміцетів). Серед еукаріотів одноклітинними є більшість найпростіших, ряд грибів, багато водоростей. Проте на певних стадіях життя одноклітинні організми можуть формувати колонії.
Зазвичай одноклітинні організми є мікроскопічними. Проте, деякі одноклітинні найпростіші видимі неозброєним оком (у рідкісних випадках сягаючи десятків сантиметрів), а деякі багатоклітинні організми мікроскопічні.
Уважається, що одноклітинними були перші живі організми Землі. Найбільш древніми з них вважаються бактерії та археї. Багатоклітинність з'являлася кілька разів незалежно.
Одноклітинні організми були відкриті Антоні ван Левенгуком.

## Еволюція
Найпростіші клітини, які часто називають протоклітинами, є попередниками сьогоднішніх одноклітинних організмів. Хоча спосіб зародження життя здебільшого досі залишається загадкою, в сучасній поширеній теорії, відомій як Гіпотеза світу РНК, перші молекули РНК були основою для каталізації органічних хімічних реакцій і саморепродукції. Гіпотеза світу РНК припускає, що молекули РНК могли сформуватися в абіотичних умовах, що потребує присутності нуклеїнових кислот та рибози. Теоретичні й експериментальні результати показують, що нуклеїнові кислоти й цукри могли синтезуватися в ранніх пребіотичних умовах.

## Прокаріоти
Прокаріоти не мають обмежених мембраною органел, як-от мітохондрій або клітинного ядра. Замість того, більшість прокаріотів мають нерегулярну ділянку, яка містить ДНК, яка називається нуклеоїдом. Більшість прокаріотів мають єдину круглу хромосому, на відміну від еукаріотів, що зазвичай мають паличкоподібні лінійні хромосоми. Для харчування прокаріоти мають здатність використовувати широкий спектр органічного та неорганічного матеріалу у своєму метаболізмі, включно із сіркою, целюлозою, аміаком або нітритом. Прокаріоти є всюдисущими в середовищі та можуть існувати в екстремальних умовах.

### Бактерії

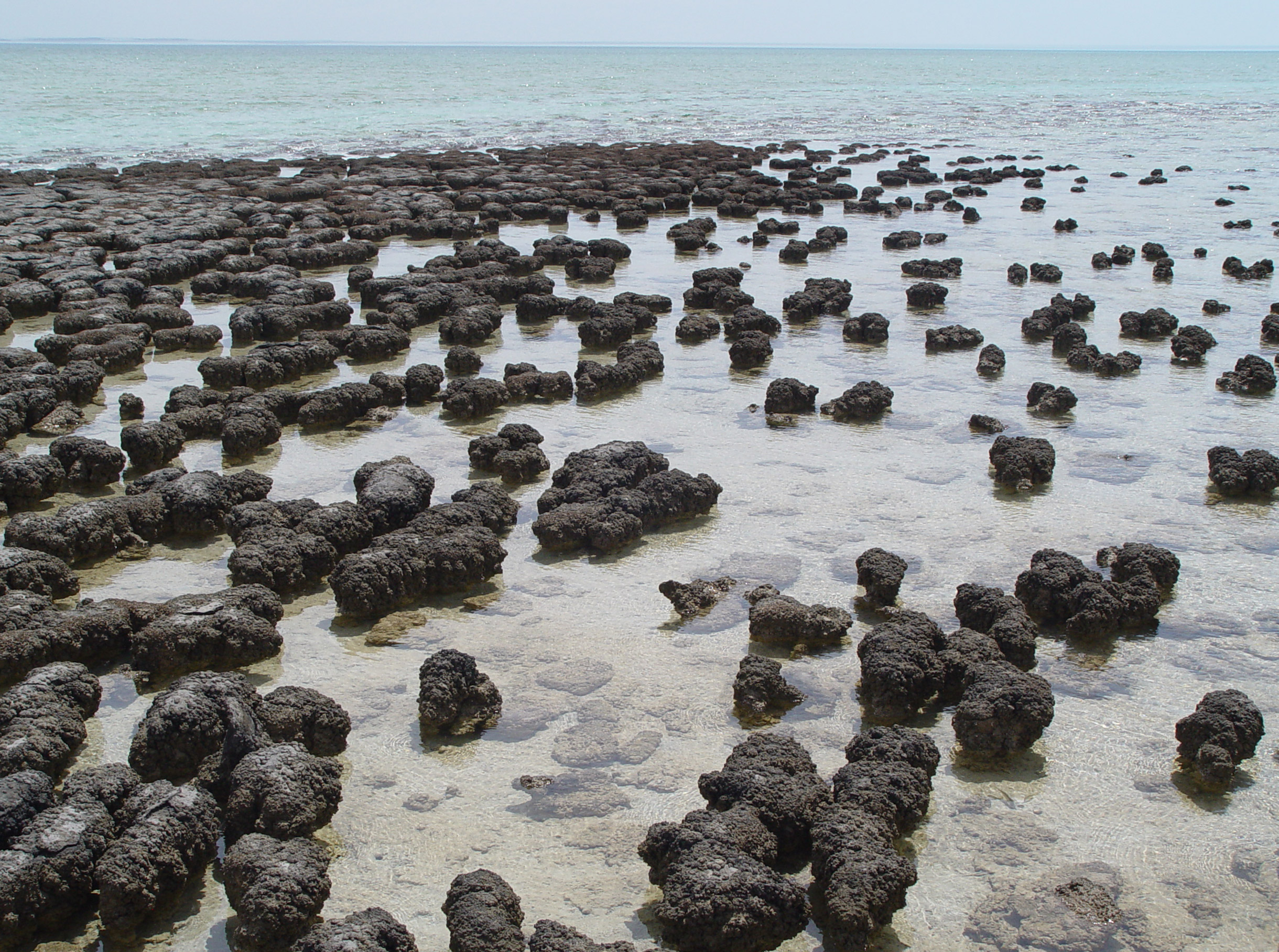
Сучасні строматоліти В затоці Шарк, західна Австралія. Стоматоліт може вирости до 5 см, але це може тривати століття.

Бактерії є однією із найдавніших форм життя на світі і знаходяться в природі майже усюди. Багато звичайних бактерій мають плазміди, які є короткими, круговими, самореплікативними молекулами ДНК, які відокремлені від хромосоми бактерії. Плазміди можуть нести в собі гени, які відповідають за появу нових здібностей, з яких із критично важливих сьогодні є стійкість до антибіотиків. Бактерії переважно розмножуються безстатевим шляхом, за допомогою процесу, який називають бінарним поділом, хоча плазмідами можуть обмінюватися за допомогою ворсинок і процесу, що називається кон'югацією.
Фотосинтетичні ціанобактерії, мабуть, є найбільш успішним видом бактерій, і змінили ранню атмосферу Землі, наповнюючи її киснем. Строматоліти, структури, що складаються із шарів карбонату кальцію й осадів, що туди потрапили, що залишилися від ціанобактерій і пов'язаних бактерій спільноти, що збереглися у вигляді величезного накопичення скам'янілостей. Існування строматолітів залишають дуже цінні "записи" історії розвитку ціанобактерій, які представлені від  Архею (від 4 мільярдів до 2,5 мільярда років тому), Протерозою (від 2,5 мільярда до 540 мільйонів років тому), і Фанерозою (540 мільйонів років тому до сьогодення). Значну частину світових скам'янілих строматолітів можна знайти в Західній Австралії. Там були знайдені одні із найдавніших строматолітів, вік яких становить приблизно 3,43 мільярда років.

### Археї

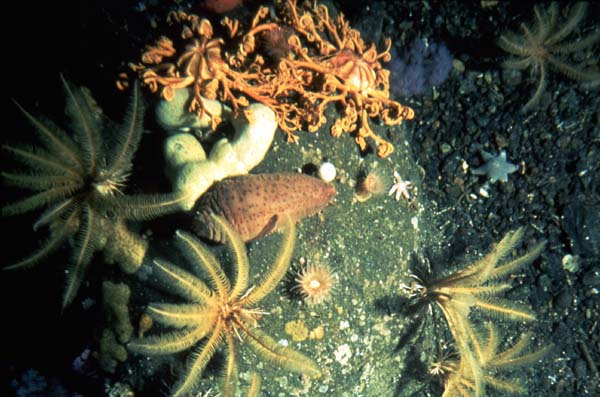
Глибоководна жива колонія знайдена в Європейській частині Арктики.

Гідротермічні отвори виділяють тепло та сірководень, і такі умови дозволяють виживати екстремофілам, які використовують хемолітотрофний ріст. Археї здебільшого дуже подібні зовні до бактерій, оскільки вони і класифікуються як бактерії, але мають важливі молекулярні відмінності, насамперед у структурі мембрани та рибособальної РНК. Шляхом вивчення сиквенсуванням рибосомальної РНК було встановлено, що археї найімовірніше утворилися шляхом поділу бактерії та були попередниками сучасних еукаріотів, і насправді більше філогенетично пов'язані з еукаріотами. Як випливає з назви, Архея походить від грецького слова archaios, що означає давній, або примітивний.
Деякі археї мешкають у найбільш біологічно непривітних середовищах на Землі, і це, як уважають, повторює ранні, жорсткі умови, під впливом який ймовірно розвивалося життя. Прикладами таких архейських екстремофілів є
- термофіли, оптимальна температура росту яких 50 °C–110 °C, включно з родами Pyrobaculum, Pyrodictium, Pyrococcus і Melanopyrus[16];
- психрофіли, ростуть в оптимальній для них температурі меншій за 15 °C, до них належать роди Methanogenium і Halorubrum[16];
- алкаліфіли, оптимальними умовами для росту яких, є рівень pH більший за 8, включно з родом Natronomonas[16][17];
- ацидофіли, оптимальними умовами для росту яких є рівень pH менший за 3, включно з родами Sulfolobus і Picrophilus[16][18];
- барофіли, (також відомі як п'єзофіли), полюбляють високий тиск до 130 МПа, який буває в глибоких океанічних середовищах, до них належать роди Methanococcus і Pyrococcus[16];
- галофіли, зростають в основному при великій концентрації солі при значеннях від 0,2 M і 5,2 M NaCl, до них належать Haloarcula, Haloferax, Halococcus[16][19].

Метаногени є значною підгрупою в архей і охоплює багато видів екстремофілів, але також широко представлені в водно-болотистих середовищах, а також в травній системі тварин. Цей процес використовує водень для зменшення вмісту вуглекислого газу в метані, виділяючи енергію в корисну форму аденозинтрифосфата. Вони є єдиними відомими організмами, здатними виробляти метан.

## Еукаріоти
Еукаріоти — це клітини, які мають органели обмежені мембранами, як-от мітохондрії, ядра і хлоропласти. Прокаріоти, які розвинулися в еукаріотів найімовірніше виникли приблизно 2,0–1,4 мільярда років тому. Це був важливий крок в еволюції, що призвів до багатоклітинності деяких еукаріотів рослин, тварин і грибів. На відміну від прокаріотів, еукаріоти відтворюються за допомогою мітозу і мейозу. Мейоз, справжній статевий процес, який дозволяє створювати ширшу генетичну різноманітність поєднуючи ДНК батьків з наступним процесом рекомбінації. Метаболічні функції в еукаріотів більш спеціалізовані завдяки розділенню специфічних процесів на органели.
Також важливою щодо еукаріотів є ендосимбіотична теорія, яка вказує на те, що мітохондрії та хлоропласти, ймовірно, мають бактеріальне походження. Обидві органели мають свої власні набори ДНК і мають подібні до бактерій рибосоми. Цілком можливо, що сучасні мітохондрії колись були істотами подібними до Rickettsia, яка має пластичну здатність входили в клітину. Однак, якби бактерії мали здатність дихати, це було б корисним для більшої клітини дозволити таким паразитам жити натомість на енергію і детоксикацію кисню. Хлоропласти, ймовірно, стали симбіотичними завдяки подібному поєднанню подій, і найімовірніше є нащадками ціанобактерій. Хоча не всі еукаріоти мають мітохондрії або хлоропласти, мітохондрії зустрічаються в більшості еукаріотів, а хлоропласт зустрічається в рослинах і водоростях. Фотосинтез і дихання є по суті зворотніми один до одного процесами, а поява дихання у поєднанні з фотосинтезом дозволило отримати значно більший доступ до енергії, ніж лише сама ферментація.